# Monts Taebaek
Pour le film de 1994, voir Les Monts Taebaek.
Les monts Taebak, ou monts T’aebaek, sont une chaîne de montagne de la péninsule coréenne, qui court du nord au sud de la péninsule, sur son flanc oriental. Les monts Kumgang constituent sa partie septentrionale en Corée du Nord.
Le Seoraksan est la plus haute montagne de la chaîne des Monts Taebaek.
Ils ont accueilli les Jeux olympiques d'hiver de 2018.